# Badr 4
Badr 4 – satelita telekomunikacyjny należący do arabskiego operatora Arabsat.
Satelita krąży po orbicie geostacjonarnej, przez co pozostaje w spoczynku względem południka geograficznego 26°E.
Jego zadaniem jest przekazywanie sygnałów telewizyjnych, radiowych i połączeń internetowych bezpośrednio do klienta końcowego.

## Budowa
Satelita został zbudowany przez konsorcjum EADS Astrium, w oparciu o platformę Eurostar-E2000+.
Czas trwania jego misji szacowany jest na 15 lat. Wyposażenie łącznościowe dostarczyła firma Alcatel Alenia Space.

## Transpondery
Statek wyposażony jest w 32 transpondery pasma Ku o szerokości pasma 36 MHz.
Wysyłanie do satelity odbywa się na częstotliwościach 13,75–14,00 GHz, a wysyłanie przez satelitę, 12,50–12,75 GHz.

## Zasięg sygnału
Zasięg przekaźników obejmuje Azję Mniejszą (historyczna nazwa obszaru dzisiejszej Turcji), Bliski Wschód i Afrykę Północną. Słabszy sygnał dociera również do Europy Zachodniej, Południowej i Środkowej oraz krajów afrykańskich położonych w okolicach zwrotnika Raka.
Rekomendowana średnica anteny satelitarnej potrzebnej do odbioru w Warszawie wynosi około 1,1 metra.
Możliwy jest jego odbiór łącznie z pozostałymi satelitami umiejscowionymi w okolicy 26°E: Badr 5, Badr 6 i Eutelsat 25B (25,5°E).